# Schoenoplectus acutus
La lisca acuta (Schoenoplectus acutus (Muhl. ex Bigelow) Á.Löve & D.Löve) è una pianta semi-acquatica appartenente alla famiglia delle Cyperaceae.
È conosciuta anche con il nome comune inglese di tule, che deriva dalla parola nāhuatl tōllin [ˈtoːlːin], e fu applicato per la prima volta dai primi coloni della Nuova Spagna che riconobbero le piante palustri nella Valle Centrale della California come simili a quelle della paludi intorno a Città del Messico.

## Descrizione
Schoenoplectus acutus ha un fusto verde spesso e arrotondato, che cresce a un'altezza da 1 a 3 m, con foglie lunghe simili a ciuffi d'erba, e fiori radialmente simmetrici, a grappolo, di colore brunastro pallido. Le lische acute presso le linee costiere giocano un importante ruolo ecologico, contribuendo a fare da cuscinetto contro le forze del vento dell'acqua, permettendo in tal modo l'insediamento di altri tipi di piante e riducendo l'erosione. Le lische acute a volte sono eliminate dalle vie d'acqua usando erbicidi. Quando si verifica l'erosione, i rizomi delle piante sono ripiantati in aree strategiche.

## Distribuzione e habitat
La specie è diffusa nelle plaudi e negli stagni di acqua dolce di tutta l'America settentrionale, dal Messico all'Alaska, spingendosi per breve tratto in Asia sino alla Kamchatka.
Un tempo essi fiancheggiavano le coste del Lago Tulare, in California, anticamente il più grande lago d'acqua dolce negli Stati Uniti occidentali, fino a quando non fu prosciugato dagli speculatori terrieri nel XX secolo. L'espressione inglese out in the tules (letteralmente: "fuori tra i tule") è ancora comune, derivando dal dialetto delle vecchie famiglie californiane e significa "dove nessuno vuole vivere", con un tocco di ironia. La locuzione nasce dal fatto che i primi immigranti consideravano le paludi dove crescevano le piante come luoghi inospitali dove vivere.

## Tassonomia
Sono note due varietà:
- Schoenoplectus acutus var. acutus'
- Schoenoplectus acutus var. occidentalis (S.Watson) S.G.Sm.

## Storia e cultura

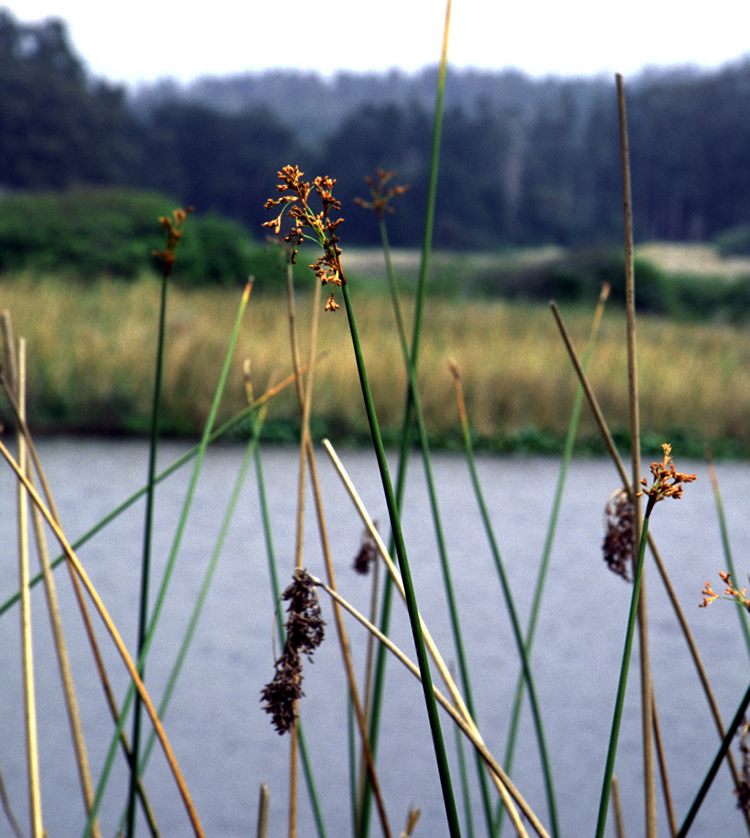
Schoenoplectus acutus nel Rifugio naturale nazionale della baia di Humboldt

Tinte e intrecciate, le lische acute sono usate per fare cesti, ciotole, stuoie, cappelli, vestiti,  anatre da richiamo e perfino barche dai gruppi nativi americani. Prima che i Salish avessero i cavalli per la caccia al nisonte, vivevano in tende coperte con stuoie intrecciate di lisca acuta. Almeno due tribù, i Wanapum e i Pomo, costruivano case di tule fino agli anni 1950 e ancora lo fanno per le occasioni speciali. I Miwok della Baia, Miwok della Costa e gli Ohlone usavano il tule nella fabbricazione di canoe o balse, per il trasporto attraverso la Baia di San Francisco e usando le risorse marine e delle zone umide. Gruppi settentrionali dei Chumash usavano i tule nella fabbricazione di canoe piuttosto che il tomol di assi cucite usato solitamente dai Chumash e li usavano per raccogliere raccolti marini.
I Paiute chiamavano nella loro lingua una tribù vicina Si-Te-Cah, che significa "mangiatori di tule". I germogli e i virgulti giovani si possono mangiare crudi e i rizomi e i cespi dei fiori immaturi si possono bollire come verdure.
Secondo alcune ipotesi (peraltro non confermate), il fusto del tule era usato anche come mezzo per la respirazione subacquea. Uno dei pochi sopravvissuti pomo del massacro di Bloody Island (chiamato anche il massacro di Clear Lake) nella California settentrionale, una bambina di 6 anni di nome Ni'ka, o Lucy Moore, sarebbe sfuggita alla Cavalleria degli Stati Uniti nascondendosi sott'acqua e respirando attraverso una canna di tule, e fu in tal modo in grado di sopravvivere. I suoi discendenti hanno fondato la Fondazione Lucy Moore per lavorare per migliorare o rapporti tra i Pomo e i residenti della California.
È così comune nelle zone umide in California, che parecchi luoghi nello stato prendono nome da essa, inclusa la contea di Tulare (un tulare è una palide di tule). Il Lago Tule è vicino alla frontiera con l'Oregon e include il Rifugio naturale nazionale di Tule. Fu il sito di un campo di internamento per i Nippoamericani durante la Seconda guerra mondiale, imprigionando al suo culmine 18.700 persone. La città di Tulelake è a nordest del lago. La California ha anche un fiume Tule. Un "Deserto di Tule" si trova in Arizona e in Nevada. Il Nevada ha anche Tule Springs.
La tule fog, la densa nebbia della California che avvolge anche il terreno, prende nome dalla pianta, come pure il wapiti di Tule e il pesce persico di Tule. Il serpente da giardino gigante (Thamnophis gigas) era storicamente associato alle paludi di tule nella Valle Centrale di California.